# Polleniopsis choui
Polleniopsis choui är en tvåvingeart som beskrevs av Fan 1991. Polleniopsis choui ingår i släktet Polleniopsis och familjen spyflugor. Inga underarter finns listade i Catalogue of Life.